# Дитрих фон Алтена-Изенберг
Дитрих фон Алтена-Изенберг (на немски: Dietrich von Altena-Isenberg, първо Diderik; * ок. 1215; † 1299 или 1301) от фамилията Изенберг е граф на Алтена и Изенберг, първият граф на Лимбург (пр. 1215 – 1301).

## Биография
Той е син и наследник на граф Фридрих фон Изенберг († 1226) и София фон Лимбург († 1226), дъщеря на херцог Валрам IV фон Лимбург и Кунигунда Лотарингска, дъщеря на херцог Фридрих I от Лотарингия и Людмила от Полша.
Баща му убива през 1225 г. чичо си архиепископ Енгелберт I от Кьолн и затова земите му са взети, замъкът Изенбург при Хатинген е изравнен и е екзекутиран през 1226 г. Майка му София фон Лимбург бяга през 1225 г. с децата си в Графство Берг. Дитрих расте в двора на чичо си херцог Хайнрих IV фон Лимбург, братът на майка му, който също е граф на Берг.
Дитрих фон Изенберг и роднините му успяват да получат една част от бащината им собственост. На 1 май 1243 г. граф Дитрих и граф Адолф I фон Марк сключват мирен договор. През 1248 г. трябва да се откаже от новия замък Изенбург в Есен, построен през 1241 г.
В Лимбургския наследствен конфликт (1283 – 1289) той е на страната архиепископа на Кьолн Зигфрид фон Вестербург. Победителят херцог Йохан I от Брабант нахлува в Хоенлимбург и задължава Дитрих да избяга през 1288 г. с фамилията си в Щирум (днес част от Мюлхайм). Там през 1289 г. той и синът му Еберхард I започват да строят дворец Щирум.
Дитрих основава графската къща Лимбург, също Графство Лимбург при Хоенлимбург и до смъртта си продължава да се нарича също и граф на Изенберг. Линията Дом Щирум съществува и днес.

## Фамилия
Дитрих фон Алтена-Изенберг се жени за Аделхайд фон Сайн (* 1228; † 1297), дъщеря на граф Йохан I фон Спонхайм-Щаркенбург и Сайн (* пр. 1206; † 1266). Те имат децата:
- Хайнрих фон Лимбург (* 1240; † 1246)
- Йохан фон Изенберг-Лимбург (* пр. 1246; † пр. 1277), граф на Лимбург, женен за Агнес фон Вилденберг
- Еберхард I (* 1252; † 17 юни 1304), граф на Изенберг-Лимбург (1301 – 1304), господар на господство Щирум (1301 – 1304), женен ок. 1289 за Агнес NN
- Елизабет (* пр. 1253; † 1311), омъжена за Хайнрих фон Вилденбург († 1315), син на Герхард II фон Вилденбург
- София (* пр. 1253), омъжена за Бертолд VI фон Бюрен (* пр. 1284; † сл. 1320), маршал на Вестфалия, син на Бертолд IV фон Бюрен и Дедел фон Арнсберг
- Аделхайд (* пр. 1253; † сл. 1266), омъжена за Алберт II рицар фон Хоерде (* пр. 1226; † сл. 1266)